# Rívio
Rívio är en ort i Grekland.   Den ligger i prefekturen Nomós Aitolías kai Akarnanías och regionen Västra Grekland, i den centrala delen av landet, 230 km väster om huvudstaden Aten. Rívio ligger 55 meter över havet och antalet invånare är 208. Den ligger vid sjön Límni Amvrakía.
Terrängen runt Rívio är huvudsakligen kuperad. Rívio ligger nere i en dal. Runt Rívio är det ganska glesbefolkat, med 40 invånare per kvadratkilometer. Närmaste större samhälle är Fyteíes, 5,7 km söder om Rívio. == Kommentarer ==
1. ↑  Framräknat ur höjduppgifter (DEM 3") från Viewfinder Panoramas.[2] Mer om algoritmen finns här: Användare:Lsjbot/Algoritmer.
2. ↑  Framräknat ur höjduppgifter (DEM 3") från Viewfinder Panoramas.[2] Mer om algoritmen finns här: Användare:Lsjbot/Algoritmer.
3. ↑  Framräknat ur variansen i alla höjduppgifter (DEM 3") från Viewfinder Panoramas, inom 10 km radie.[2] Mer om algoritmen finns här: Användare:Lsjbot/Algoritmer.